# Saltasega
Saltasega  (лат.) — род ос-блестянок из подсемейства Amiseginae. 2 вида.

## Распространение
Южная Азия.

## Описание
Мелкие осы-блестянки. Затылочный киль развит, щёчные бороздки заметные. Пронотум примерно равен комбинированной длине скутума, скутеллюма и метанотума. Проподеум с резкой границей между горизонтальной и вертикальной поверхностями. Метанотум длиннее скутеллюма. Самцы крылатые с очень длинными усиками, а и самки бескрылые. Коготки лапок зубчатые. Паразитоиды.

## Систематика
2 вида.
- Saltasega bella Krombein, 1983 — Шри-Ланка
- Saltasega distorta Krombein, 1983 — Шри-Ланка